# 棍棒

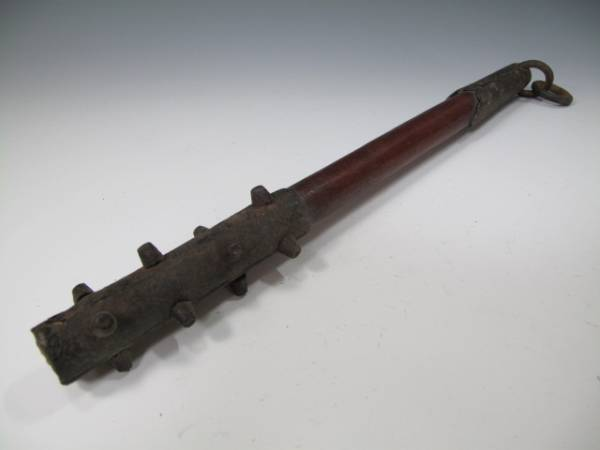
金碎棒。

棍棒，又稱棒棍、棍、棒、杖等，是一種被当作武器而使用的長形條狀物的統稱，是最基本易得武器之一。棍棒的長度不一，造形變化大，但一般是以木頭製成，細而長直的圓柱體，以單手或雙手揮動，用來攻擊或自衛之用。遭受棍棒攻擊後，會造成人體組織內出血，形成瘀血或傷痕，稱為鈍器創傷。
棍棒是人類最早使用的武器之一，時間可以追溯到人屬出現之初，或更早。各种类型的棍棒在武术及不同的生活领域中使用，例如警棍。

## 類型
棍棒可能是一種最簡單的武器。将一块木头切成便于挥动的木棍，或随手觅得一根便于挥动的器具都可作为棍棒。棒球棍、斧柄和锄柄都是最常见的棍棒。警方通常称其为冲击武器（impact weapons）或冲击工具（impact tools）。
- 訶藜棒：以鐵包覆的棍棒。
- 狼牙棒：將棍棒的一端佈滿釘子者。[1]
- 拐：T字型的棍棒，隨著手持不同地方而有不同的用法。
- 金碎棒：以鐵或木製的棍棒，通常前端有許多尖刺。
- 鞭：一種有柄的棍棒類武器，鞭身呈長圓柱形，有節、頂端尖狀。
- 鐗：一種有柄的棍棒類武器，鐗身呈長角柱形，截面呈三角、四方或四角星形。
- 鎬柄：鎬是美国二十世纪早起最常见的工具，替换下的镐柄随处可见。牢固而沉重的特点使得镐柄成为一件强大的武器。种族隔离主义者莱斯特·麦道斯曾在他的皮克瑞克餐厅里用镐柄来防止有色人种进入。
- 球棒：棒球棍像镐柄一样，常作为临时性武器来使用。在棒球运动并不普及的国家里，人们提到棒球棍第一反应就是一种武器。在波兰，棒球棍需要执照才能合法拥有。而相对棒球棍较小、较轻的曲棍球棍则常作单手武器使用。
- 双截棍：由铁链或短繩联接两根短棍以用於甩动，通常见于中国武术或一些柔性武术中。
- 黑傑克 (武器)（Blackjack）：是一種小型容易隱藏的棍棒。類似的棍棒包括三尺棍（kubotan）和尺棍（yawara）。
- Palm sap：Sap或包皮铁棍的一种，铅制部分缝入皮革或尼龙罩里，用一根有弹性的绳索系在掌心内，外面再戴一副手套。这种棍棒曾被用来制服一名嫌犯。一名警官称当palm sap打在嫌犯头上的时候他的头就像“一袋落下的马铃薯”。Sap在许多地区都被列为违禁武器，加利福尼亚州更立法明文禁止。虽然目前仍不能通过合法途径来解除法律对个人拥有sap的禁令，但一些加利福尼亚州地方治安官却被看见携带并sap，治安官甚至可以在加利福尼亚警用装备商店里随意购买。
  - 手指虎（Sap gloves）：Sap的一种，将铅块或铅粉藏于手套手指关节部位。警方通常用一种委婉的方式来形容这个物品，手指虎被形容成“平衡驾驶手套”。在一些地区被列为违禁物品。

## 体育
许多体育比赛中都有棍棒或棍棒型的器具。用来击打高尔夫球的称作高尔夫球杆（Golf Clubs），尽管高尔夫球杆比起传统的木质棒球棍和板球棍来不那么像棍棒。棒球棍是由灰树制成的圆形棍子，板球棍通常是由柳木制成的桨状扁平的棍子，而现在比赛中高尔夫球杆很少由木头制作。爱尔兰曲棍球使用hurley (or camán)。hurley由灰树制成，中间长26"至40"，尾部扁平，便于击打小球。爱尔兰曲棍球最初用于训练爱尔兰士兵，这一项传统至少可追溯到公元4世纪。A shillelagh 出现在波士顿凯尔特人队的队标中。

## 参見
- 棍